# Петрухін В'ячеслав Миколайович
В'ячеслав Миколайович Петрухін (рос. Вячеслав Николаевич Петрухин; нар. 29 грудня 1953, Зарайськ, Московська область, РРФСР) — радянський російський футболіст, захисник та півзахисник.

## Життєпис
Народився в Зарайську Московської області. Вихованець ДЮСШ «Торпедо» (Москва). З 1971 року в першій команді. Грав за дублюючий склад. У 1974 році дебютував у чемпіонаті СРСР, двічі виходячи на заміну. Виступав за кишинівський «Ністру», дніпропетровський «Дніпро», тюменський «Геолог», московський «Локомотив», магнітогорський «Металург». Всього на його рахунку 37 матчів, зіграних на рівні Вищої ліги радянського футболу.
Після закінчення кар'єри гравця працював у різних клубах на адміністративних посадах. З 1 травня 2017 року обіймає посаду заступника директора СДЮСШОР «Хімки».